# Gran Premio de Francia de Motociclismo de 1996

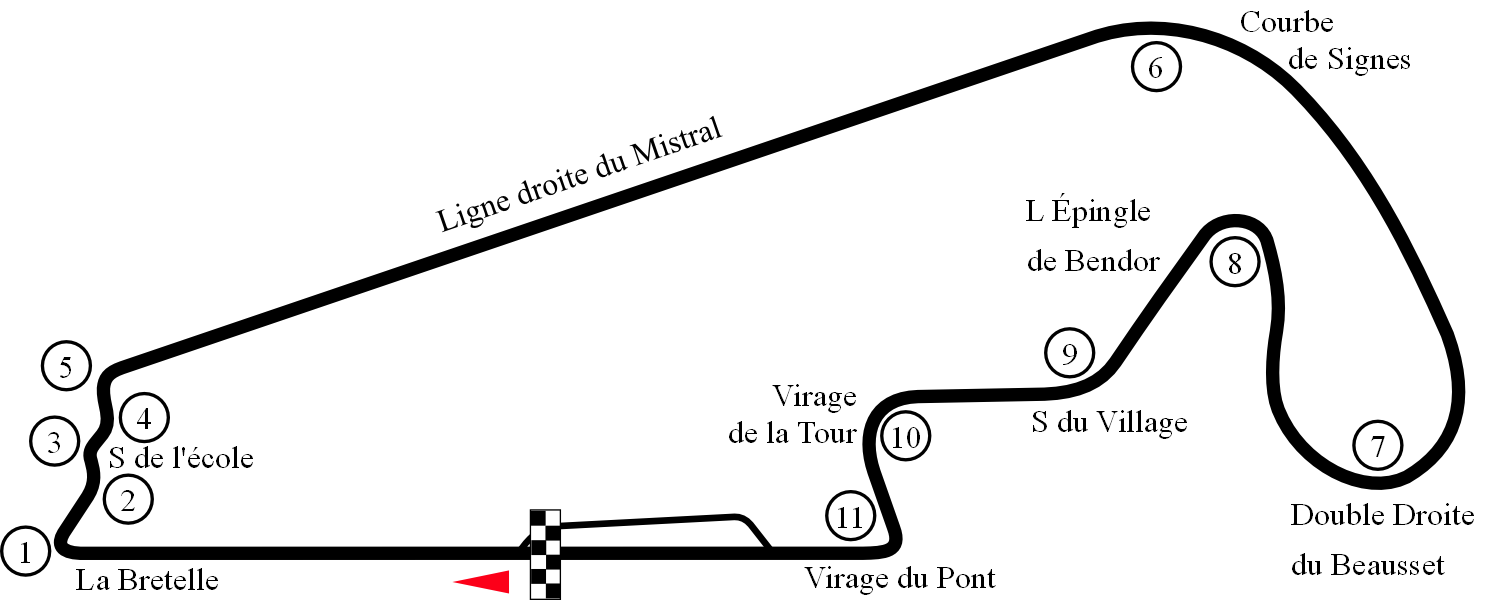
Trazado del Gran Premio de Francia.

El Gran Premio de Francia de Motociclismo de 1996 fue la sexta prueba del Campeonato del Mundo de Motociclismo de 1996. Tuvo lugar en el fin de semana del 7 al 9 de junio de 1996 en el Circuito Paul Ricard, situado en la ciudad de Le Castellet, Francia. La carrera de 500cc fue ganada por Mick Doohan, seguido de Àlex Crivillé y Alberto Puig. Max Biaggi ganó la prueba de 250cc, por delante de Ralf Waldmann y Tetsuya Harada. La carrera de 125cc fue ganada por Stefano Perugini, Tomomi Manako fue segundo y Emilio Alzamora tercero.

## Resultados 500cc
| Pos. | Piloto              | Constructor   | Tiempo    | Pts. |
| ---- | ------------------- | ------------- | --------- | ---- |
| 1    | Mick Doohan         | Honda         | 42:43.959 | 25   |
| 2    | Àlex Crivillé       | Honda         | +11.539   | 20   |
| 3    | Alberto Puig        | Honda         | +26.255   | 16   |
| 4    | Norifumi Abe        | Yamaha        | +26.467   | 13   |
| 5    | Scott Russell       | Suzuki        | +29.739   | 11   |
| 6    | Luca Cadalora       | Honda         | +40.379   | 10   |
| 7    | Alex Barros         | Honda         | +58.435   | 9    |
| 8    | Frédéric Protat     | ROC Yamaha    | +1:14.962 | 8    |
| 9    | James Haydon        | ROC Yamaha    | +1:19.042 | 7    |
| 10   | Lucio Pedercini     | ROC Yamaha    | +1 Vuelta | 6    |
| 11   | Jeremy McWilliams   | ROC Yamaha    | +1 Vuelta | 5    |
| 12   | Eugene McManus      | Yamaha        | +1 Vuelta | 4    |
| 13   | Florian Ferracci    | ROC Yamaha    | +1 Vuelta | 3    |
| 14   | Jean-Marc Delétang  | ROC Yamaha    | +1 Vuelta | 2    |
| 15   | Toshiyuki Arakaki   | Yamaha        | +1 Vuelta | 1    |
| Ret  | Doriano Romboni     | Aprilia       |           |      |
| Ret  | Tadayuki Okada      | Honda         |           |      |
| Ret  | Kenny Roberts Jr    | Yamaha        |           |      |
| Ret  | Sean Emmett         | Harris Yamaha |           |      |
| Ret  | Juan Borja          | Elf 500       |           |      |
| Ret  | Shinichi Itoh       | Honda         |           |      |
| Ret  | Carlos Checa        | Honda         |           |      |
| Ret  | Jean-Michel Bayle   | Yamaha        |           |      |
| Ret  | Jean Pierre Jeandat | Paton         |           |      |
| Ret  | Loris Capirossi     | Yamaha        |           |      |
| DNS  | Daryl Beattie       | Suzuki        |           |      |
| DNS  | William Costes      | Elf 500       |           |      |

- Pole Position: Àlex Crivillé, 1:21.448
- Vuelta Rápida: Àlex Crivillé, 1:22.022

## Resultados 250cc
| Pos. | Piloto                   | Constructor | Tiempo    | Pts. |
| ---- | ------------------------ | ----------- | --------- | ---- |
| 1    | Max Biaggi               | Aprilia     | 41:06.274 | 25   |
| 2    | Ralf Waldmann            | Honda       | +6.894    | 20   |
| 3    | Tetsuya Harada           | Yamaha      | +27.160   | 16   |
| 4    | Tohru Ukawa              | Honda       | +36.462   | 13   |
| 5    | Nobuatsu Aoki            | Honda       | +36.564   | 11   |
| 6    | Luca Boscoscuro          | Aprilia     | +36.650   | 10   |
| 7    | Eskil Suter              | Aprilia     | +38.284   | 9    |
| 8    | Roberto Locatelli        | Aprilia     | +38.440   | 8    |
| 9    | Cristiano Migliorati     | Honda       | +39.173   | 7    |
| 10   | Luis d'Antin             | Honda       | +39.434   | 6    |
| 11   | Régis Laconi             | Honda       | +51.144   | 5    |
| 12   | Jurgen van den Goorbergh | Honda       | +52.228   | 4    |
| 13   | Takeshi Tsujimura        | Honda       | +52.726   | 3    |
| 14   | Yasumasa Hatakeyama      | Honda       | +54.385   | 2    |
| 15   | Oliver Petrucciani       | Aprilia     | +54.506   | 1    |
| 16   | Sebastián Porto          | Aprilia     | +54.708   |      |
| 17   | Davide Bulega            | Aprilia     | +54.932   |      |
| 18   | Massimo Ottobre          | Aprilia     | +1:04.710 |      |
| 19   | Gianluigi Scalvini       | Honda       | +1 Vuelta |      |
| 20   | Sébastien Gimbert        | Honda       | +1 Vuelta |      |
| 21   | Cristophe Cogan          | Honda       | +1 Vuelta |      |
| 22   | Gilles Ferstler          | Honda       | +1 Vuelta |      |
| Ret  | Jürgen Fuchs             | Honda       |           |      |
| Ret  | Olivier Jacque           | Honda       |           |      |
| Ret  | José Luis Cardoso        | Aprilia     |           |      |
| Ret  | Osamu Miyazaki           | Aprilia     |           |      |
| Ret  | Jean-Philippe Ruggia     | Honda       |           |      |
| Ret  | José Barresi             | Yamaha      |           |      |
| Ret  | Jamie Robinson           | Aprilia     |           |      |
| Ret  | Christian Boudinot       | Aprilia     |           |      |
| Ret  | Sete Gibernau            | Honda       |           |      |

- Pole Position: Max Biaggi, 1:23.378
- Vuelta Rápida: Max Biaggi, 1:24.189

## Resultados 125cc
| Pos. | Piloto            | Constructor | Tiempo    | Pts. |
| ---- | ----------------- | ----------- | --------- | ---- |
| 1    | Stefano Perugini  | Aprilia     | 40:44.539 | 25   |
| 2    | Tomomi Manako     | Honda       | +0.373    | 20   |
| 3    | Emilio Alzamora   | Honda       | +0.672    | 16   |
| 4    | Noboru Ueda       | Honda       | +0.708    | 13   |
| 5    | Yoshiaki Katoh    | Yamaha      | +0.929    | 11   |
| 6    | Dirk Raudies      | Honda       | +2.926    | 10   |
| 7    | Haruchika Aoki    | Honda       | +3.261    | 9    |
| 8    | Kazuto Sakata     | Aprilia     | +4.598    | 8    |
| 9    | Garry McCoy       | Aprilia     | +14.243   | 7    |
| 10   | Akira Saito       | Honda       | +14.489   | 6    |
| 11   | Manfred Geissler  | Aprilia     | +14.579   | 5    |
| 12   | Ivan Goi          | Honda       | +18.898   | 4    |
| 13   | Frédéric Petit    | Honda       | +23.947   | 3    |
| 14   | Herri Torrontegui | Honda       | +28.271   | 2    |
| 15   | Youichi Ui        | Yamaha      | +48.262   | 1    |
| 16   | Paolo Tessari     | Honda       | +48.529   |      |
| 17   | Loek Bodelier     | Honda       | +48.889   |      |
| 18   | Gabriele Debbia   | Yamaha      | +49.239   |      |
| 19   | Bertrand Stey     | Honda       | +1:00.037 |      |
| 20   | Ángel Nieto Jr    | Aprilia     | +1:12.258 |      |
| 21   | Gregory Fouet     | Honda       | +1 Vuelta |      |
| Ret  | Darren Barton     | Aprilia     |           |      |
| Ret  | Arnaud Vincent    | Aprilia     |           |      |
| Ret  | Jaroslav Huleš    | Honda       |           |      |
| Ret  | Masaki Tokudome   | Aprilia     |           |      |
| Ret  | Valentino Rossi   | Aprilia     |           |      |
| Ret  | Josep Sarda       | Honda       |           |      |
| Ret  | Andrea Ballerini  | Aprilia     |           |      |
| Ret  | Eric Mizera       | Aprilia     |           |      |
| Ret  | Lucio Cecchinello | Honda       |           |      |
| Ret  | Peter Öttl        | Aprilia     |           |      |
| Ret  | Jorge Martínez    | Aprilia     |           |      |

- Pole Position: Masaki Tokudome, 1:29.351
- Vuelta Rápida: Valentino Rossi, 1:29.263